# Autobahnraststätte

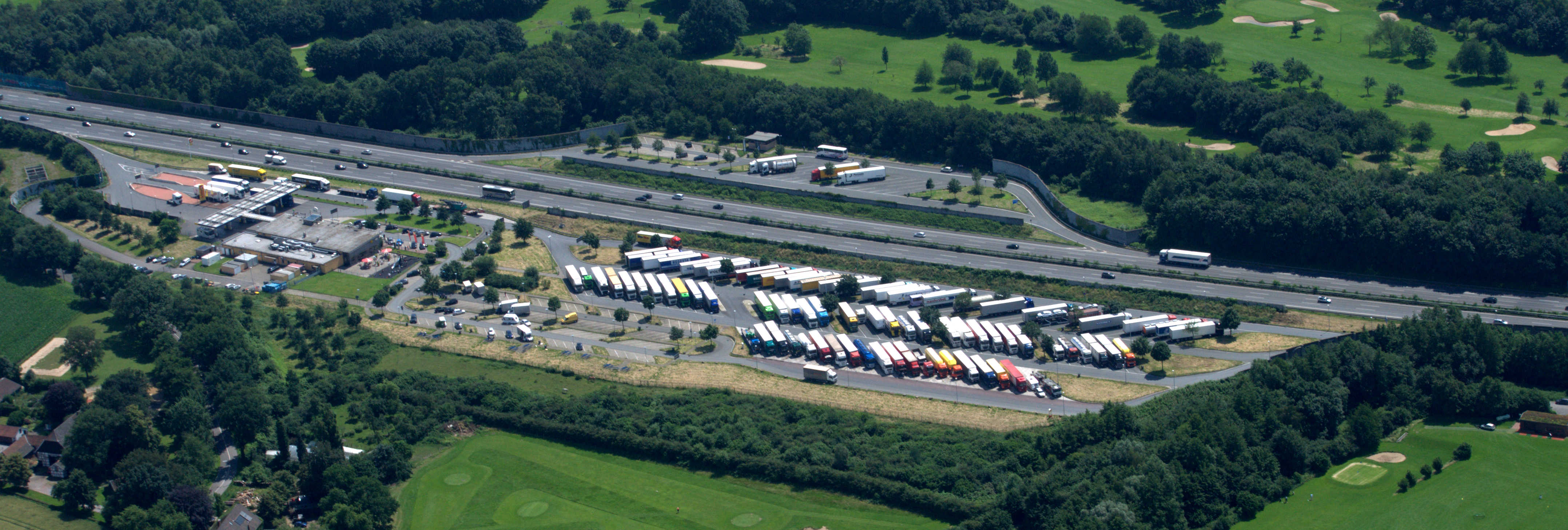
Tank- und Rastanlage Resser Mark (unten) und gleichnamiger Rastplatz (oben) an der Bundesautobahn 2 bei Gelsenkirchen

Eine Autobahnraststätte, auch Autobahnrastanlage, Autobahnrasthof, Autobahnhof oder in Österreich Autobahnraststation, dient Reisenden der Erholung bei längeren Fahrten im Fernverkehr. Außerdem werden den Fernfahrern zusätzliche Parkplätze geboten, um die gesetzlich vorgeschriebenen Lenk- und Ruhezeiten einhalten zu können.

## Begriffe
Nach der fachsprachlichen Definition in Deutschland wird nur der Dienstleistungsbetrieb (Restaurant, manchmal mit Beherbergung und Warenverkauf) als Raststätte bezeichnet. Zusammen mit einer Tankstelle bildet dieser einen Rasthof. Rastanlage ist der Oberbegriff für alle Erholungs- und Versorgungseinrichtungen an Straßen, also auch die unbewirtschafteten Rastplätze und die abseits gelegenen Autohöfe. In der Alltagssprache werden die Begriffe Raststätte und Rasthof meist synonym verwendet. Die österreichische Autobahnbetriebsgesellschaft ASFINAG nennt ihre bewirtschafteten Rastanlagen Raststationen, die Restaurants werden Rasthäuser genannt. In der Schweiz zählen Raststätten zu den Anlagen für Reiseunterbrüche, sie umfassen alle zugehörigen Einrichtungen und Verkehrsanlagen. Außerhalb des deutschen Sprachraums gibt es zum Teil andere Arten und Unterscheidungen von Rastanlagen mit eigenen Begriffen.

## Allgemeines
Der Autobahnraststätte ist in der Regel eine Tankstelle angeschlossen – mit Waschräumen, Toiletten sowie Babywickelräumen und häufig auch behindertengerechten Einrichtungen. Diese Reisendengruppe kann den Euroschlüssel nutzen. Ferner verfügen Rastanlagen meistens über Einkaufsmöglichkeiten, öffentliche Telefone und Internetzugang und oftmals auch einen Kinderspielplatz. In der Regel sind die Raststätten durchgehend geöffnet.
Viele Autobahnraststätten haben ein separates Restaurant. Es ist oft in einem weiteren Gebäude abseits der Tankstelle untergebracht. Bei einigen Anlagen befinden sich auch Tankshop und Raststätte unter einem Dach. Darüber hinaus gibt es Brückenrestaurants, die quer über die Autobahn führen und somit beiden Fahrtrichtungen dienen.
An einigen Raststätten befindet sich eine Autobahnkirche.
Tramper nutzen die Autobahnraststätten als Umsteigepunkt auf längeren Strecken. Sie müssen die Autobahn so zwischen der Start- und Zielauffahrt ihrer Route nicht verlassen. Sie lassen sich meist auf der letzten Raststätte absetzen, bevor ihre Mitfahrgelegenheit die geplante Route verlässt. An der Raststätte sprechen sie Rastende an oder trampen klassisch an der Ausfahrt mit Daumen oder Schild. Durch Mitfahrzentralen, Billigfluggesellschaften und Fernbusse ist die Zahl der Tramper seit Jahren rückläufig.

## Rechtsgrundlage
Raststätten und Tankstellen sind in Deutschland Nebenbetriebe (§ 15 FStrG) bzw. in der Schweiz Nebenanlagen (Art. 6 NSV). In Österreich ist die ASFINAG Eigentümerin aller Raststationen und Rastplätze.

## Autobahnraststätten in Deutschland

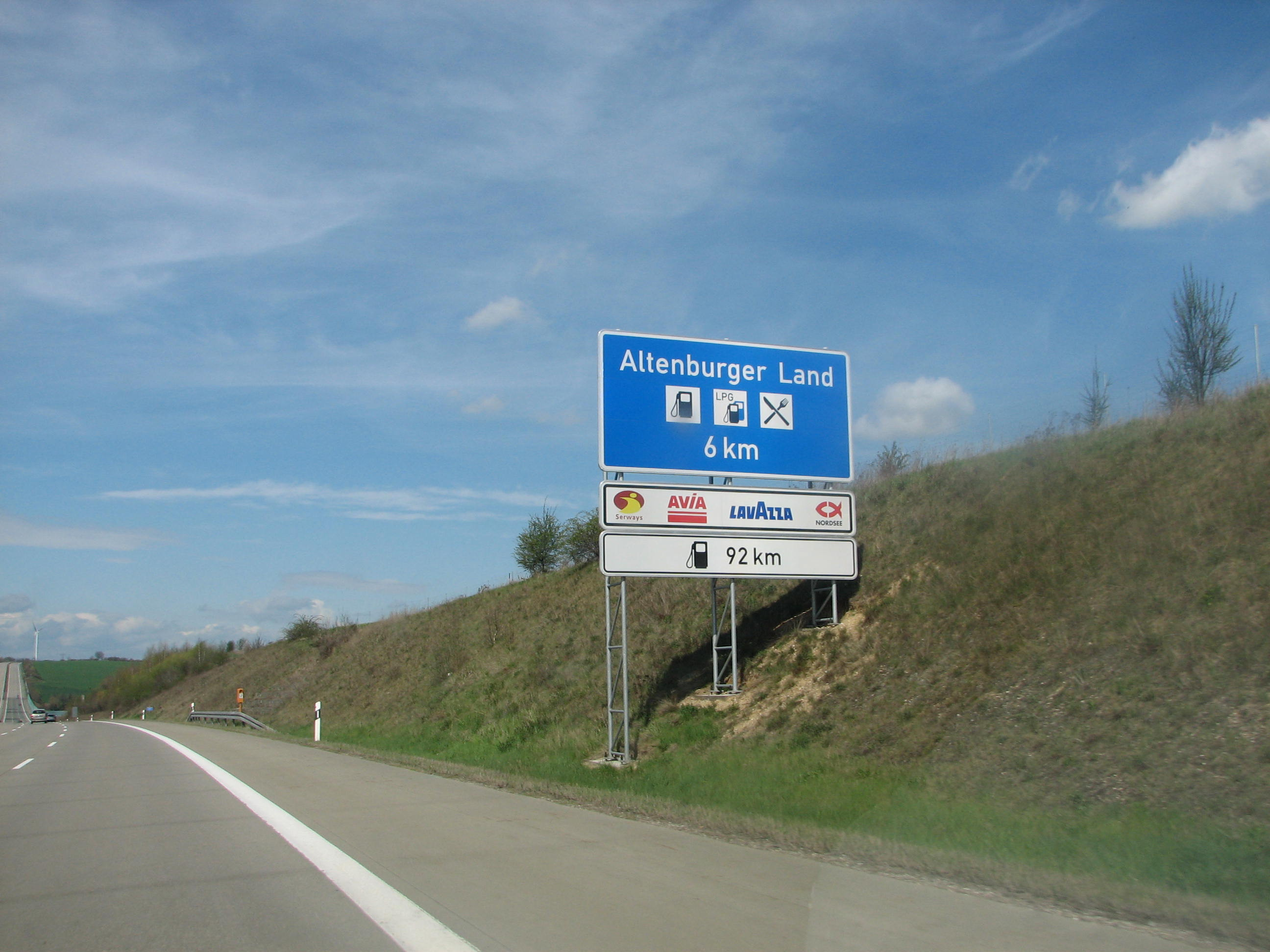
Hinweis auf eine Raststätte an einer deutschen Bundesautobahn

In Deutschland sind Raststätten Bestandteil der Bundesfernstraßen. Die Raststätten werden von privaten Unternehmen betrieben, dafür muss in Deutschland eine Konzession erteilt werden. Zuständig für die Vergabe sind die Straßenverwaltungen der jeweiligen Autobahn. Die Betriebskonzessionen sind in der Regel auf 30 Jahre befristet, nach ihrem Auslaufen oder beim Neubau von Rasthöfen werden sie öffentlich ausgeschrieben. Die Konzession umfasst üblicherweise die Planung, den Bau und Unterhalt der Nebenbetriebe. Auch Einzelheiten zum Betrieb (wie etwa Öffnungszeiten) werden mit dem Konzessionsvertrag vereinbart. Der Konzessionsnehmer muss Abgaben für den Betrieb der Rastanlage entrichten, ihre Höhe ist in der BAB-Konzessionsabgabenverordnung festgelegt. Die meisten Konzessionen besitzt in Deutschland aus historischen Gründen die Tank & Rast, aber es gibt auch andere Betreiber von Nebenbetrieben. Gängige Praxis ist es auch, dass der Konzessionär den Betrieb an Dritte verpachtet. Durch die Marktmacht von Tank & Rast sind viele Angebote deutlich teurer als sonst im Einzelhandel oder in der Gastronomie.

### 1936–1945

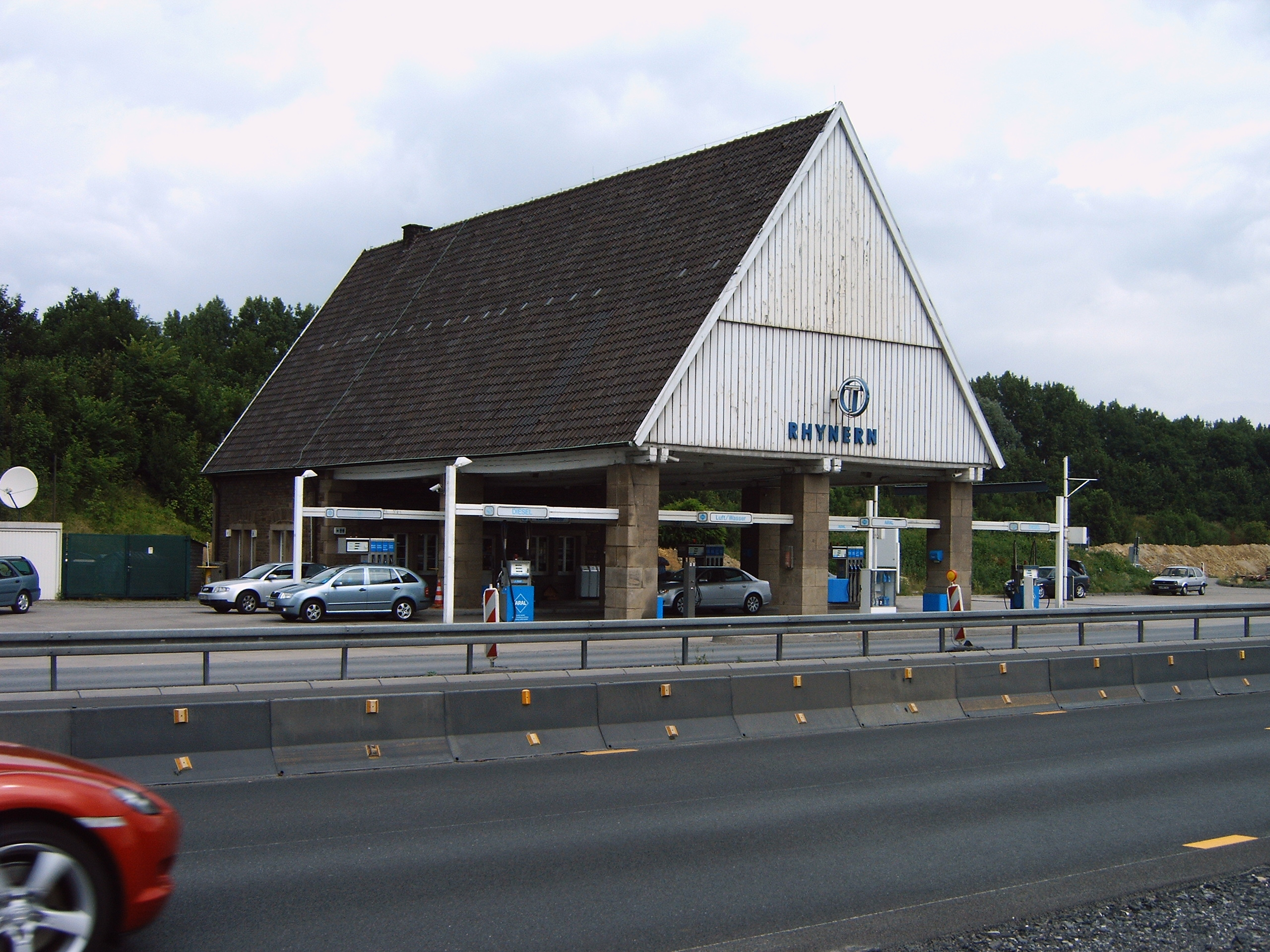
Tankstelle am Rasthof Rhynern, erbaut 1937/1938 als Reichsautobahn-Tankstelle, bis 2005 in Betrieb

Zusammen mit dem Bau der Reichsautobahnen begann Mitte der 1930er in Deutschland die Planung und Errichtung der Infrastruktur. Am 1. Mai 1936 wurde die erste Reichs-Autobahntankstelle bei der Anschlussstelle Darmstadt eröffnet, die neben Waschgelegenheiten auch einen Aufenthaltsraum für zehn Personen aufwies. Später folgten Tankstellen an der freien Strecke, die auch eine Küche und einen Gastraum für 30 Personen hatten. Mit der Fertigstellung von längeren, durchgehenden Streckenabschnitten kam der Bau von Rastanlagen, die in Anlehnung an den Gasthof, das Gasthaus und die Gaststätte als Rasthof, Rasthaus oder Raststätte bezeichnet wurden.
Mit Freigabe der Teilstrecke Eisenberg–Schleiz der damaligen Reichsautobahnstrecke 16 wurde auf der Wittchensteiner Höhe bei Triptis in Thüringen die umgebaute Gaststätte „Walderholungsheim Rodaborn“ zusammen mit Parkplätzen zu beiden Seiten der Autobahn am 20. Dezember 1936 als erste Autobahnraststätte Deutschlands in Betrieb genommen. Die Raststätte Rodaborn wurde nicht vom Unternehmen Reichsautobahnen selbst, sondern von einer Genossenschaft betrieben. Als erste größere Anlage wurde am 27. August 1937 das „Rasthaus am Chiemsee“ mit 520 Sitzplätzen eröffnet, das aber erst 1941/1942 vollständig fertiggestellt wurde und nach 1945 der US-Army als Erholungszentrum diente. Die Raststätte Hermsdorfer Kreuz wurde am 5. November 1938 der Öffentlichkeit übergeben. Sie diente in den letzten Kriegstagen Teilen des Transportkorps Speer als Quartier. Am 7. November 1938 folgte der „Rasthof Magdeburger Börde“. Es war mit 200 Sitzplätzen der erste und gleichzeitig der vor Kriegsbeginn einzige vollständig fertiggestellte Rasthof mit Übernachtungsmöglichkeiten. Die Anlage war bis in die 1990er-Jahre in Betrieb, 1998 wurden mit dem sechsstreifigen Ausbau der Bundesautobahn 2 große Teile des Rasthofs abgerissen.
Bis zum Baustopp 1942 wurden 78 Tankstellen und 24 Rastanlagen errichtet. Während des Zweiten Weltkriegs wurden diese unter anderem als Lazarette genutzt.

### 1945–1994

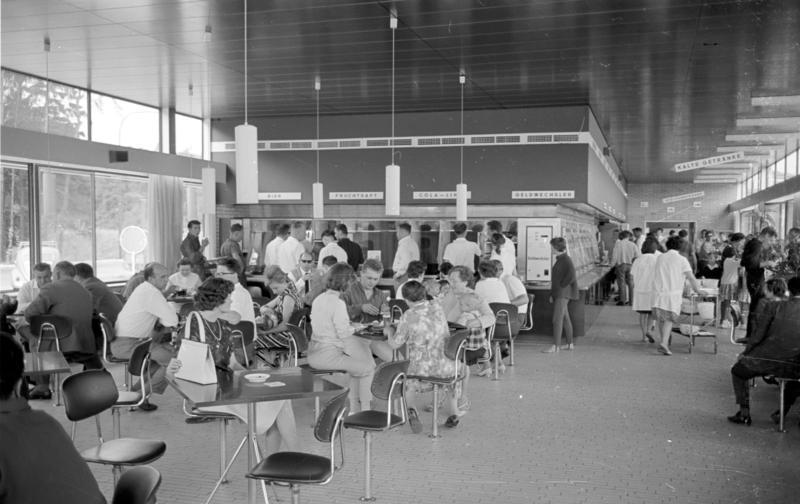
Autobahnraststätte 1964

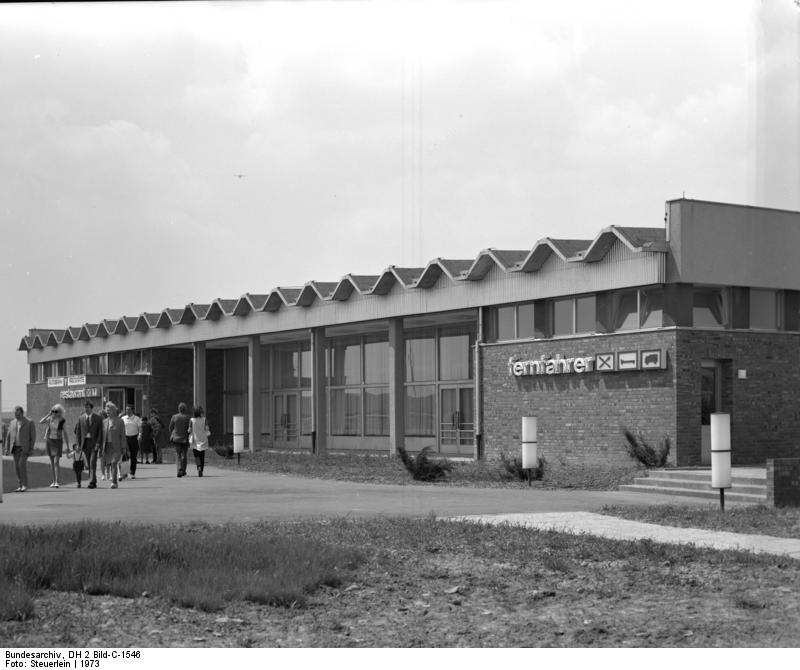
Autobahnraststätte in der DDR 1973

1951 wurde als Ersatz für die „Raststätte Chiemsee“ die „Raststätte Irschenberg“ als erster Neubau nach dem Krieg in Betrieb genommen. Am 6. Juli 1951 gründete die Bundesrepublik Deutschland die „Gesellschaft für Nebenbetriebe der Bundesautobahnen mbH“ (GfN). Die Gesellschaft für Nebenbetriebe führte die Vorplanung der Nebenbetriebe durch und übernahm die Baukosten. Außerdem war sie zuständig für die Verpachtung, die Verwaltung und den Unterhalt der Liegenschaften. Daneben wurde von 1950 bis 1952 eine Musterplanung von Rastanlagen im Bundesministerium für Verkehr erstellt. Diese war gekennzeichnet durch verschiedene Betriebselemente. So gab es eine Verkehrsflächenvorgabe von 12.000 bis 15.000 m², gegenüber 1000 m² bei den Vorkriegsanlagen, und Tanken, Parken sowie Rasten als Reihenfolge in der Betriebsabwicklung. Die Tankstellen wurden parallel zu den Fahrbahnen angeordnet sowie die Zapfstellen für die Pkw auf der linken und für die Lkw auf der rechten Gebäudeseite in Fahrtrichtung. Die Raststätten wurden untergliedert in getrennte Gasträume für Pkw- und Lkw-Fahrer, außerdem wurde die Küche auf Omnibus-Stoßbetrieb eingerichtet. Ein Bauprogramm sah 1952 alle 100 Kilometer Rasthofanlagen und kleinere Anlagen in Abständen von zirka 30 Kilometer vor. Spezielle Übernachtungsgebäude an den Raststätten, sogenannte Motels, entstanden erstmals 1957. Selbstbedienungs-Raststätten wurden ab 1962 eingeführt, wozu die Schnellimbiss-Raststätte entworfen wurde, auch als Kombination mit einem Tankstellengebäude in Insellage. 1981 unterhielt die GfN 167 Raststätten und 267 Tankstellen. Mitte der 1980er kamen die Raststätten aufgrund von unzeitgemäßer Einrichtung und Ausstattung, mangelnder Sauberkeit, mäßiger Qualität der Küche sowie fehlender Attraktivität stark in die Kritik. Dies führte Ende der 1980er zu einem umfangreichen Modernisierungs- und Umgestaltungsprogramm der veralteten Raststätten für 2 Milliarden DM. 1989 wurde an der Raststätte „Uttrichshausen West“ bei Fulda erstmals ein McDonald’s-Restaurant eingerichtet, welches aber am 30. April 2010 wegen Vertragsunstimmigkeiten wieder geschlossen wurde.

### Seit 1994
1994 wurde die Gesellschaft für Nebenbetriebe in die Aktiengesellschaft Tank & Rast umfirmiert. Eine Platzierung von 49 % der Aktien war ursprünglich für 1995 geplant, 1998 wurde die Gesellschaft aber komplett an Investoren verkauft. Der Gesellschaft war es nach einer Änderung des Bundesfernstraßengesetzes jetzt möglich, die Servicebetriebe selbst zu planen und zu bauen, was bis dahin den Landesstraßenbauverwaltungen oblag. Die Gesellschaft konnte 1994 die Ostdeutsche Autobahntankstellengesellschaft mbH mit 31 Tankstellen sowie die MITROPA-Raststätten an den Autobahnen erwerben. Tank & Rast hat heute bei den Rastanlagen an der Autobahn einen Marktanteil von rund 90 % und unterhält mit rund 350 Tankstellen und rund 390 Raststätten, zu denen 50 (noch an keine Kette angeschlossene, teils zu renovierende) Hotels zählen, an rund 390 Standorten etwa 790 Servicebetriebe (Tankstellen, Raststätten, Hotels) an der Autobahn.
Das staatlich vorgesehene Betreibermodell sieht eine primär mittelständische Pächterstruktur vor, die Tank & Rast gemeinsam mit den Pächtern in verschiedenen Modellen umsetzt. An vielen Standorten finden die Autobahnreisenden auch das Angebot bekannter Gastronomieketten wie Mövenpick oder Wienerwald vor, diese Unternehmen sind jedoch in der Regel in Form von kleineren integrierten Modulen repräsentiert.
Im Durchschnitt besteht in Deutschland alle 60 Autobahnkilometer eine Autobahnraststätte. Etwa 500 Millionen Reisende besuchen die Raststätten im Jahr.

### Tankstellenmarken an Raststätten
Bis 2012 wurden die Tankstellen an deutschen Raststätten entsprechend der Marktanteile an den sonstigen Straßentankstellen unter den Tankstellenmarken aufgeteilt. Der hierzu im Widerspruch stehende empirische Eindruck resultiert aus Weiterverpachtungen und Plakettenverträgen. So wurden z. B. 2012 von 32 Jet-Tankstellen (Entsprechend einem Marktanteil von 32/350 = 9,14 % zum Zeitpunkt der Zuteilung) auf Rastanlagen 30 an BP/Aral verpachtet.
Diese bisherige Vergabepraxis ist aufgrund komplexer kartellrechtlicher Bedenken für unzulässig befunden worden. Unter anderem wird bemängelt, dass bei einer reinen Quotenvergabe Wettbewerber vom Markt ferngehalten werden, die über das Autobahngeschäft neu in den Markt eintreten wollen bzw. Marktteilnehmer daran gehindert werden, sich überproportional in diesen einzubringen. Beginnend 2013 wird daher nur noch ein zunehmend geringer werdender Teil über die alte Quotenregelung vergeben und ein steigender Prozentsatz der Einlieferungsrechte versteigert. 5 % der Einlieferungsrechte verbleiben bei der Tank & Rast zur eigenen Nutzung.

### Anschlussstellen und Zufahrten
Um die Rentabilität zu erhöhen, werden Raststätten in Ausnahmefällen manchmal auch nur an einer Richtungsfahrbahn errichtet und haben zusätzliche Zufahrten der anderen Richtungsfahrbahn. Zwei Raststätten in Deutschland, die Raststätte Dammer Berge und das Brückenrasthaus Frankenwald, wurden als Brückenrestaurant über der Autobahn erbaut, so dass ein Zugang von beiden Seiten möglich ist.
Bundesautobahnen sind für Zu- und Abfahrt mit besonderen Anschlussstellen ausgestattet (§ 1 Abs. 3 Satz 1 FStrG). Häufig dürfen Raststätten nicht für die Zu- und Abfahrt genutzt werden. Viele Raststätten haben dennoch eine verkehrliche Anbindung an das nachgeordnete Straßennetz (sogenannte rückwärtige Anbindung). Diese darf aber in der Regel nur vom Zulieferverkehr und als Notauffahrt für Einsatzdienste, wie Feuerwehr oder Rettungsdienst, benutzt werden. Für normale Verkehrsteilnehmer sind diese rückwärtigen Anbindungen nicht freigegeben, die Zufahrtsstraßen sind daher mit entsprechender Beschilderung, teilweise mit Schranken als Absperrung versehen. Die einstige Regelung, die die Nutzung von Zu- und Abfahrten über Raststätten untersagte (§ 1 Abs. 3 Satz 1 FStrG), ist aus dem Bundesfernstraßengesetz entfernt worden. Eine Anpassung an die neue Gesetzeslage ist aber an den meisten Orten bisher nicht erfolgt. Es gilt die örtliche Ausschilderung.
Autobahnraststätten sind Bestandteil der Autobahn (§ 1 Abs. 4 Nr. 5 FStrG) und sind immer durch eigene Zu- und Abfahrten unmittelbar an die Bundesautobahn angebunden. Autohöfe, die ebenfalls der Versorgung des Fern- und Schwerlastverkehr dienen, befinden sich dagegen in der Nähe von Autobahnanschlussstellen und haben keine eigene Anbindung mit der Fernstraße.
Eine rechtliche Besonderheit ist, dass für Autobahnraststätten keine Sperrstundenregelung existiert (§ 15 Absatz 4 Bundesfernstraßengesetz).

### Elektromobilität
Die ersten Ladestationen für Elektrofahrzeuge gingen 2015 ans Netz. Bis Mai 2016 sollten 50 Raststätten in Betrieb gehen. Diese dafür verwendeten Multi-Charger verfügten über drei Ladeabgänge, zweimal DC mit CHAdeMO- und CCS-Steckern und einmal AC mit Typ2-Steckern. Damit können alle gängigen Elektroautos geladen werden. Tank & Rast verfolgte das Ziel, ab dem Jahr 2018 das größte zusammenhängende Netz von Schnellladesäulen an deutschen Autobahnen anzubieten. Fahrer von E-Fahrzeugen sollten dann im Schnitt etwa alle 30 Kilometer eine E-Ladesäule vorfinden. 2023 verfügte Tank & Rast über 1.400 Schnellladepunkte an rund 370 Standorten, davon über 770 Ladepunkte mit mindestens 150 kW.

### Stellplätze

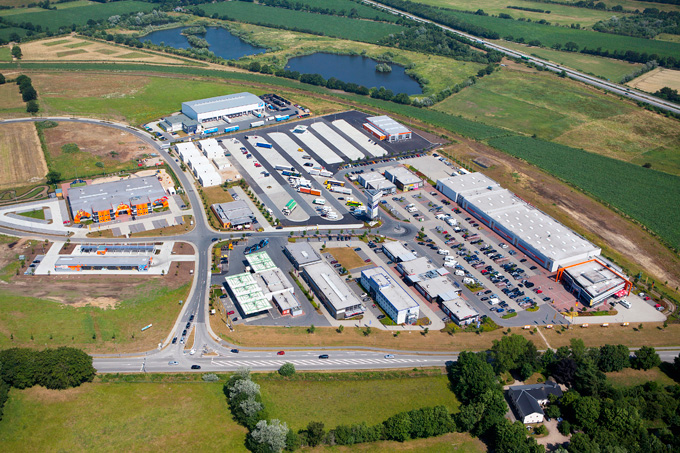
Autohof Scandinavian Park mit Stellplätzen für Lkw an der A7 in Handewitt, nahe der dänischen Grenze

Stellplätze für Personenkraftwagen gibt es auf den Anlagen der Raststätten auch in der Urlaubszeit in der Regel in ausreichender Anzahl. Die Lkw-Stellplätze sind dagegen ab 18 Uhr in Deutschland üblicherweise alle belegt, da die gesetzlichen Lenk- und Ruhezeiten einzuhalten sind. Widerrechtliches, gefährliches Parken ist oft anzutreffen, schon in den Zufahrten sind häufig die Lkw abgestellt. Diese Situation wird sich in den nächsten Jahren nicht bessern, sondern noch verschärfen.
Nach den Angaben des BAG gab es im Jahr 2015 ca. 21.000 ausgewiesene Autobahn-Stellplätze für Lastkraftwagen auf 430 BAB-Rastanlagen mit einer Gastronomie, sowie 1520 auf den unbewirtschafteten Rastanlagen, die statistisch zu 180 Prozent ausgelastet sind. Dazu kommen noch ungefähr 20.000 Stellplätze auf den ca. 200 Autohöfen. Nach einer Studie der Bundesanstalt für Straßenwesen von 2006 werden bis 2015 zusätzlich 30.000 Lkw-Stellplätze benötigt, da der Lkw-Güterverkehr sich bis 2020 nach den Experten des VDA um fast 40 % steigert. Es sollen bis 2025 nach dem Beschluss der Bundesregierung 11.000 neue Lkw-Stellplätze in Deutschland direkt an den Autobahnen entstehen. Nach Angaben im Verkehrsinvestitionsbericht im Jahr 2016 vom Bundesministerium für Verkehr fehlten schon im Jahr 2013 in Deutschland bereits 11.000 Lkw-Stellplätze.
Ein Versuch die Stellplatzkapazität für Lkw an Rastanlagen zu steigern ist das telematisch gesteuerte Kompaktparken. Dabei handelt es sich um ein Pilotprojekt, bei dem die parkenden Lastkraftwagen mittels elektronischer Steuerung nach Abfahrtszeit sortiert werden; sie können daher so dicht parken, dass nicht jedes beliebige, sondern immer nur das jeweils vorderste Fahrzeug abfahren kann. 2016 wurde von der Bundesanstalt für Straßenwesen die bundesweit erste Anlage für das Kompaktparken an der Rastanlage Jura West an der A 3 bei Velburg in der Oberpfalz in Betrieb genommen.
Nach Recherchen vom Unternehmen Roatel, das nun auf Autohöfen ihre Ruheraum-Container baut, parken derzeit bis zu 120.000 Lkw nachts auf der deutschen BAB oder in unmittelbare Nähe. Im Jahr 2022 reichen die 625 BAB-Raststätten und Autohöfe mit vorhandenen Park- oder Übernachtungsmöglichkeiten bei weitem nicht aus. Mehr als eine Million Lkw transportieren im Jahr 2022 täglich Waren über die deutsche BAB mit steigender Tendenz. Dazu braucht es entsprechende Lkw Parkplätze. Thorsten Hölser vom Speditions- und Logistikverband Hessen/Rheinland-Pfalz sagte dazu am 13. Februar 2022: „Bundesweit fehlen 30.000 Stellplätze, in fünf Jahren werden es voraussichtlich 40.000 sein.“ Das BMVI hatte allein für Hessen bei einer Zählung im Jahr 2018 fast 3000 fehlende Lkw-Abstellmöglichkeiten ermittelt.

## Autobahnraststationen in Österreich

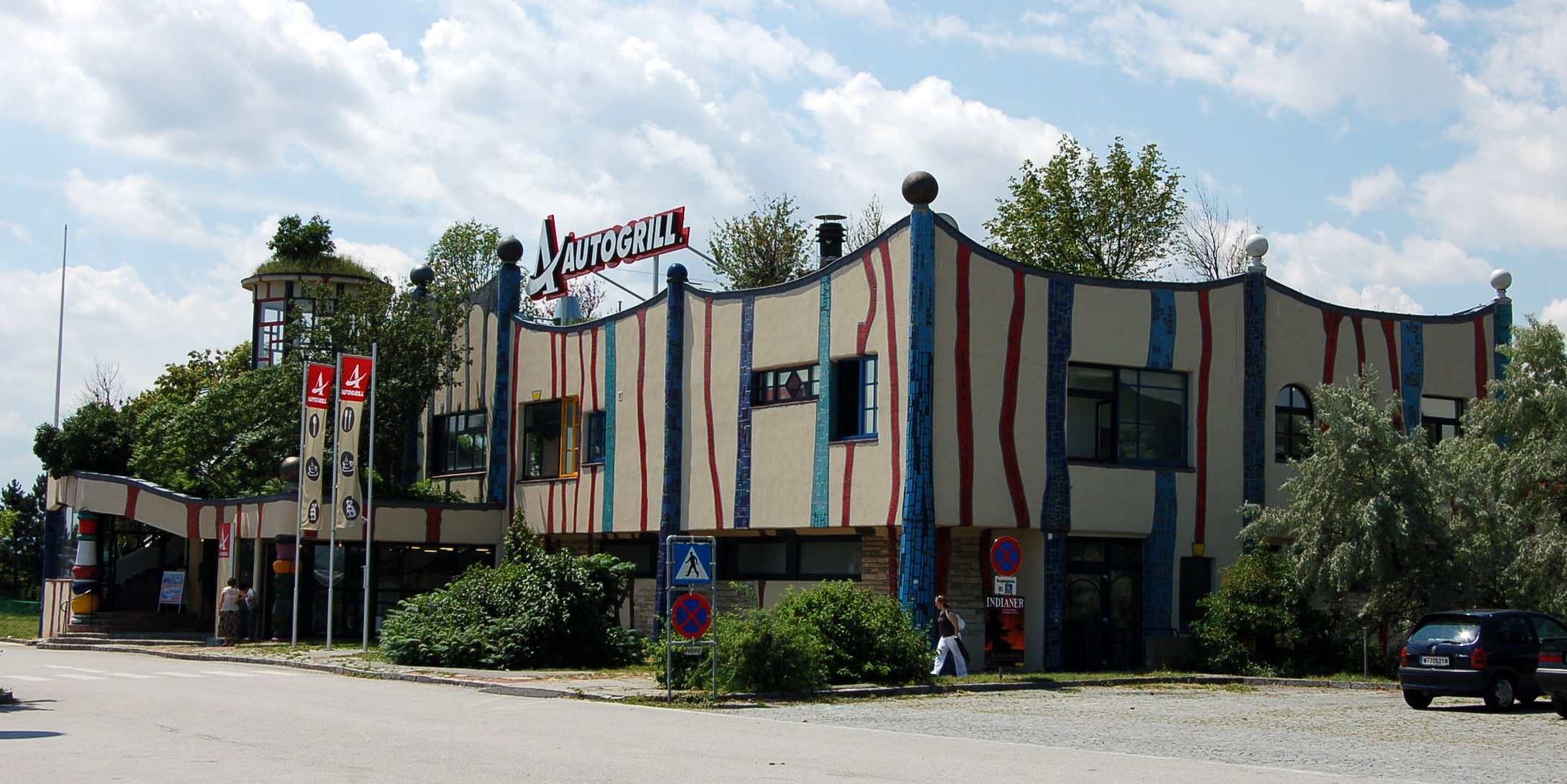
Hundertwasser-Raststation Bad Fischau (Süd Autobahn)

In Österreich gibt es aktuell (2013) 89 Raststationen an den Autobahnen und Schnellstraßen. Meist gibt es eine Tankstelle mit angeschlossenem Geschäft und ein separates Rasthaus, selten ist nur eine Tankstelle mit kleinem Café vorhanden (z. B. Kapfenberg S6).
Oft wurde versucht, das Rasthaus im Stil der Region zu bauen (z. B. Landzeit Loipersdorf an der A2 im Stil eines burgenländischen Bauernhofs).
In den Rasthäusern gibt es entweder Restaurants mit Bedienung oder einen Selbstbedienungsbereich (Marktrestaurant).
Die Stationen sind auf Massenbesuch eingerichtet und verfügen über dementsprechend große Räume und Toilettenanlagen.
Bei sehr großen Raststätten ist manchmal auch ein Hotel angeschlossen.
In Österreich werden die meisten Raststätten durch die Unternehmen Rosenberger (19 Standorte), Landzeit (16 Standorte), die italienische Autogrill (13 Standorte), Wienerwald, Oldtimer (4 Standorte), Mövenpick (3 Standorte) und Servus Europa (3 Standorte) betrieben. Daneben gibt es noch einige Unternehmen, welche nur eine Raststätte besitzen.
Auch in Österreich gibt es eigene Regelungen, die beispielsweise die Mindestabstände der Raststätten zueinander regeln. Dazwischen kann es vereinzelt Rastplätze mit Kiosken geben, die aber nicht dieselben Angebote vorhalten dürfen wie die benachbarten Raststätten. Ein Beispiel ist der Rastplatz Triestingtal an der Süd Autobahn (A2) zwischen den Raststätten Wöllersdorf und Guntramsdorf. Hier dürfen nur einzelne Bio-Lebensmittel verkauft werden.
Probleme gab es immer wieder bei Raststätten, die von den Autobahnbenutzern Toilettengebühren verlangten. Diese Gebühren wurden jedoch gerichtlich im Jahr 2012 als ungesetzlich eingestuft.

## Raststätten im Nationalstrassennetz der Schweiz

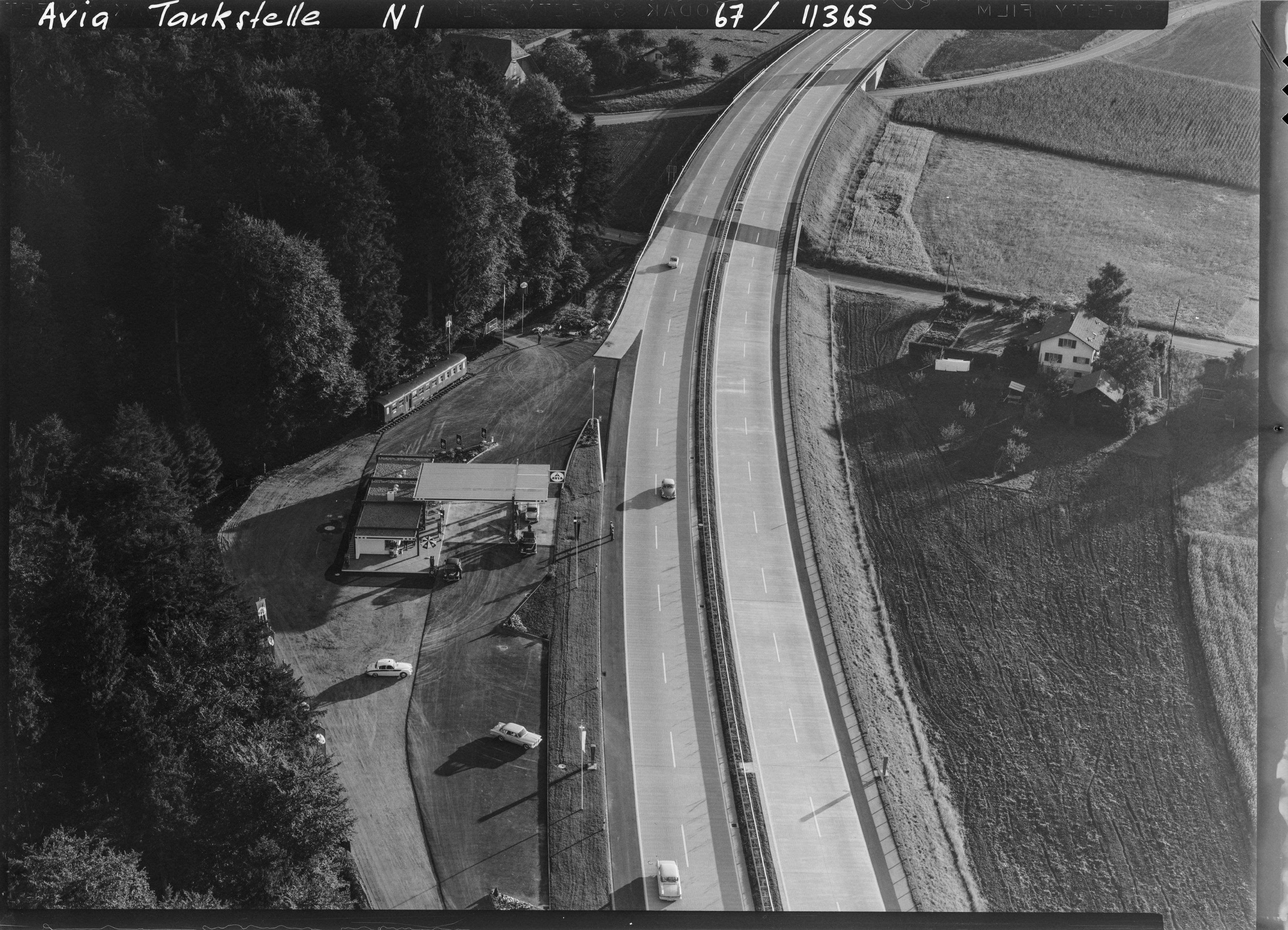
Kölliken 1967, Avia-Tankstelle an der Nationalstrasse N1 mit SBB-Speisewagen als Restaurant

Mit der Eröffnung einer Tankstelle mit einer Verpflegungsmöglichkeit in einem SBB-Speisewagen entstand am 16. August 1967 mit der Raststätte Kölliken an der damaligen N1 die erste Raststätte im Nationalstrassennetz der Schweiz.
Landesweit wurden Stand 2020 von verschiedenen Unternehmen 48 Raststätten entlang dem Nationalstrassennetz (Autobahnen und Autostrassen) betrieben. Bei einigen Anlagen kann die Autobahn mit dem Auto gequert und so die Fahrtrichtung gewechselt werden, bei einigen anderen kann die Autobahn zu Fuß über- oder unterquert werden. Das bestehende Verkaufsverbot von Alkohol ist seit Anfang 2021 aufgehoben.